# BRIT Awards 1988
L'VIII edizione dei BRIT Awards si tenne nel 1988 presso il Royal Albert Hall.

## Vincitori
- Miglior produttore britannico: Stock, Aitken & Waterman
- Miglior registrazione di musica classica: Ralph Vaughan Williams - "Symphony No. 5"
- Miglior artista solista internazionale: Michael Jackson
- Miglior video musicale: New Order - "True Faith"
- Miglior colonna sonora: "The Phantom of the Opera"
- Miglior album britannico: Sting - "...Nothing Like the Sun"
- Rivelazione britannica: Wet Wet Wet
- Cantante femminile britannica: Alison Moyet
- Gruppo britannico: Pet Shop Boys
- Cantante maschile britannico: George Michael
- Singolo britannico: Rick Astley - "Never Gonna Give You Up"
- Rivelazione internazionale: Terence Trent D'Arby
- Gruppo internazionale: U2
- Outstanding contribution: The Who